# Apsis (astronomi)
 For alternative betydninger, se Apsis (flertydig). (Se også artikler, som begynder med Apsis)
Apsis er en betegnelse for de to punkter i en planets bane hvor afstanden til solen er størst eller mindst. Tilsvarende for en månes bane om en planet.